# Greigia berteroi
Greigia berteroi là một loài thực vật có hoa trong họ Bromeliaceae. Loài này được Skottsb. mô tả khoa học đầu tiên năm 1922.